# Capilla de Jesús Nazareno (Marinilla)
La Capilla de Jesús Nazareno es un templo colombiano de culto católico dedicado a Jesús Nazareno, está ubicada en un costado de la Plazoleta de los Mártires, justo a una cuadra del parque principal del municipio de Marinilla (Antioquia). El edificio fue construido entre 1752 y 1760, es de planta rectangular y su interior está dividido en tres naves, separadas por pilares de madera. Cuenta con un retablo hecho en madera antigua colonial, pintado de grana y oro, y posee pinturas del siglo XVIII. El templo pertenece a la jurisdicción eclesiástica de la Diócesis de Sonsón-Rionegro, quien en 1968 declaró a la capilla como museo de arte religioso, además, el estado colombiano la declara Monumento Nacional mediante el decreto Nro. 086 de ese mismo año y fue restaurada por la Fundación Ferrocarril de Antioquia, por lo cual el templo pudo reabrir sus puertas en diciembre de 2002.

## Historia
Esta Capilla fue construida por el primer párroco de Marinilla, Pbro. Fabián Sebastián Jiménez Fajardo, entre los años de 1752 y 1760, según está consignado en los archivos de 1760, además, en ese mismo año el templo tomó el nombre de Capilla o Iglesia del Sagrado Corazón de Jesús. La edificación fue realizada por los aportes de Ignacio Castañeda y su esposa Javiera Londoño, la liberadora de los esclavos en El Retiro (Antioquia). Fue constituida Viceparroquia en varias ocasiones y por determinación testamentaria del Padre Jiménez fue elegido Patrono de Ella y para que le sirviera de resguardo en todo tiempo, el Padre Vicente Aristizábal, su sobrino. Le tocó al Pbro. Aristizábal la reconstrucción de la portada de la capilla con la autorización del obispo de Popayán, Ángel Velarde y Bustamante.
En el año de 1830 el obispo de Antioquia, Fray Mariano Garnica y Orjuela nombró Mayordomo de la capilla al Pbro. Miguel María Giraldo, quien en 1832 solicitó y obtuvo autorización del Pbro. Miguel de la Calle para levantar una nueva espadaña desde sus cimientos.
Durante los años de 1910 y 1916 el Padre Teófilo Gómez realizó en la Capilla importantes reformas; luego en el año de 1963, el Padre Gabriel Duque realizó la decoración en oro bruñido en el retablo y en el púlpito. En 1968 el templo es declarado Monumento Nacional mediante el decreto Nro. 086 de octubre de ese mismo año, más adelante, en 1970, con aportes nacionales se comenzó una restauración con el cambio de pisos, reconstrucción del bautisterio, comulgatorio (barandilla), coro y la construcción de un nuevo cenáculo. 
La más reciente restauración la realizó la Fundación Ferrocarril de Antioquia en diferentes etapas. La primera realizada con aportes nacionales, transcurrió entre 1995 y 1998, en la cual se realizaron los estudios preliminares, proyecto de restauración y la consolidación estructural, pero la obra fue suspendida por la falta de recursos necesarios para culminar su intervención y la capilla quedó fuera de servicio. La segunda etapa transcurrió en el 2002 con aportes de la Gobernación de Antioquia, se realizó la restauración total de la capilla, cuyos trabajos finalizaron en diciembre de ese mismo año, por lo cual el templo reabrió sus puertas al público.

## Características
Arquitectónicamente, la capilla no se puede catalogar dentro de los distintos géneros y estilos o sus variedades. La arquitectura de la capilla por su construcción, pertenece más al estilo original de las llamadas capillas coloniales parecidas a las doctrineras de los años de 1564 y 1760. Sus muros laterales son en tapia y el frontis en ladrillo macizo, sobresaliendo la espadaña con tres vanos para las campanas. Todo el piso del recinto está pavimentado con tablón de ladrillo (una pieza cerámica como el ladrillo pero con forma de baldosa). 

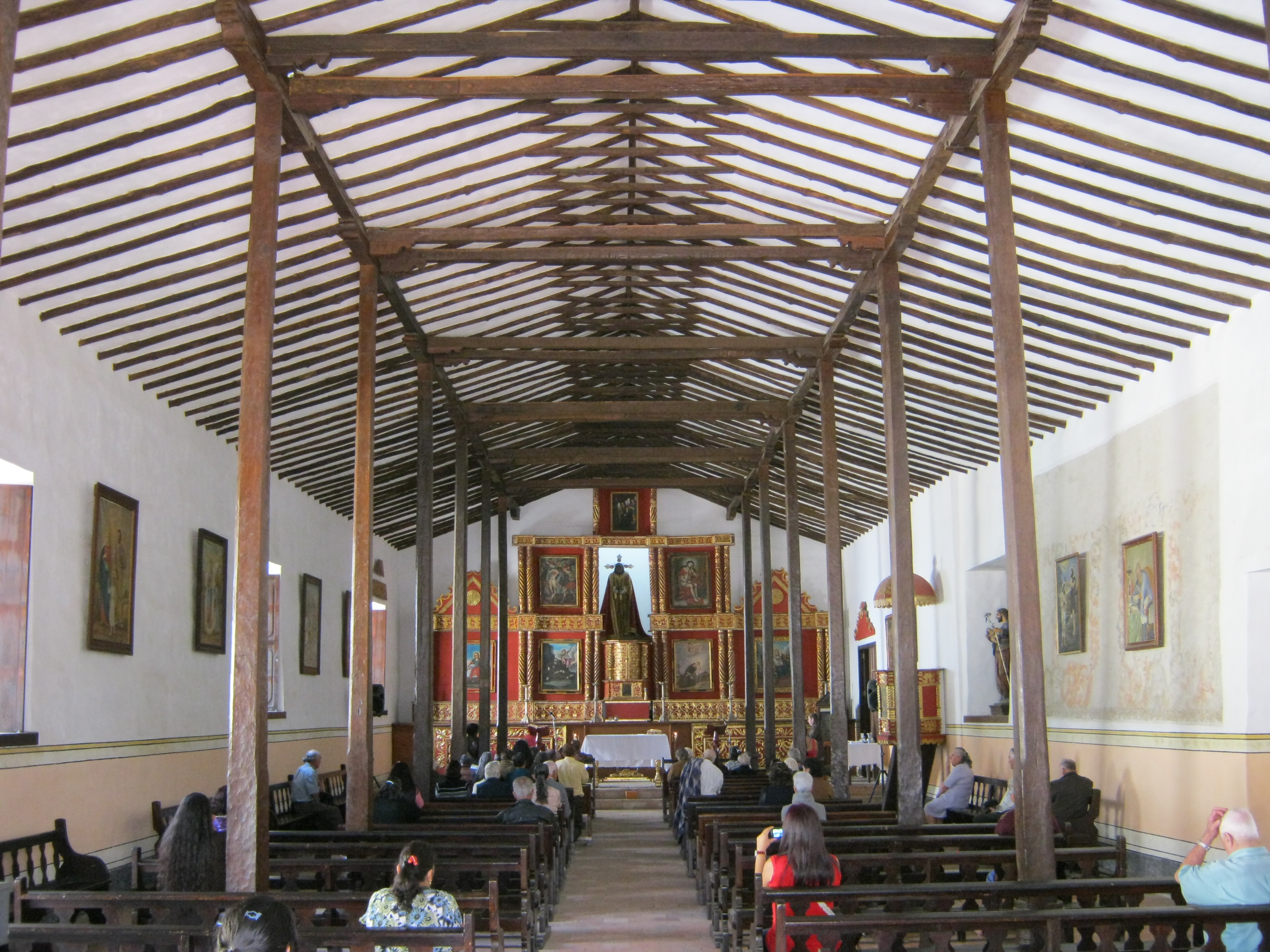
Interior de la capilla.

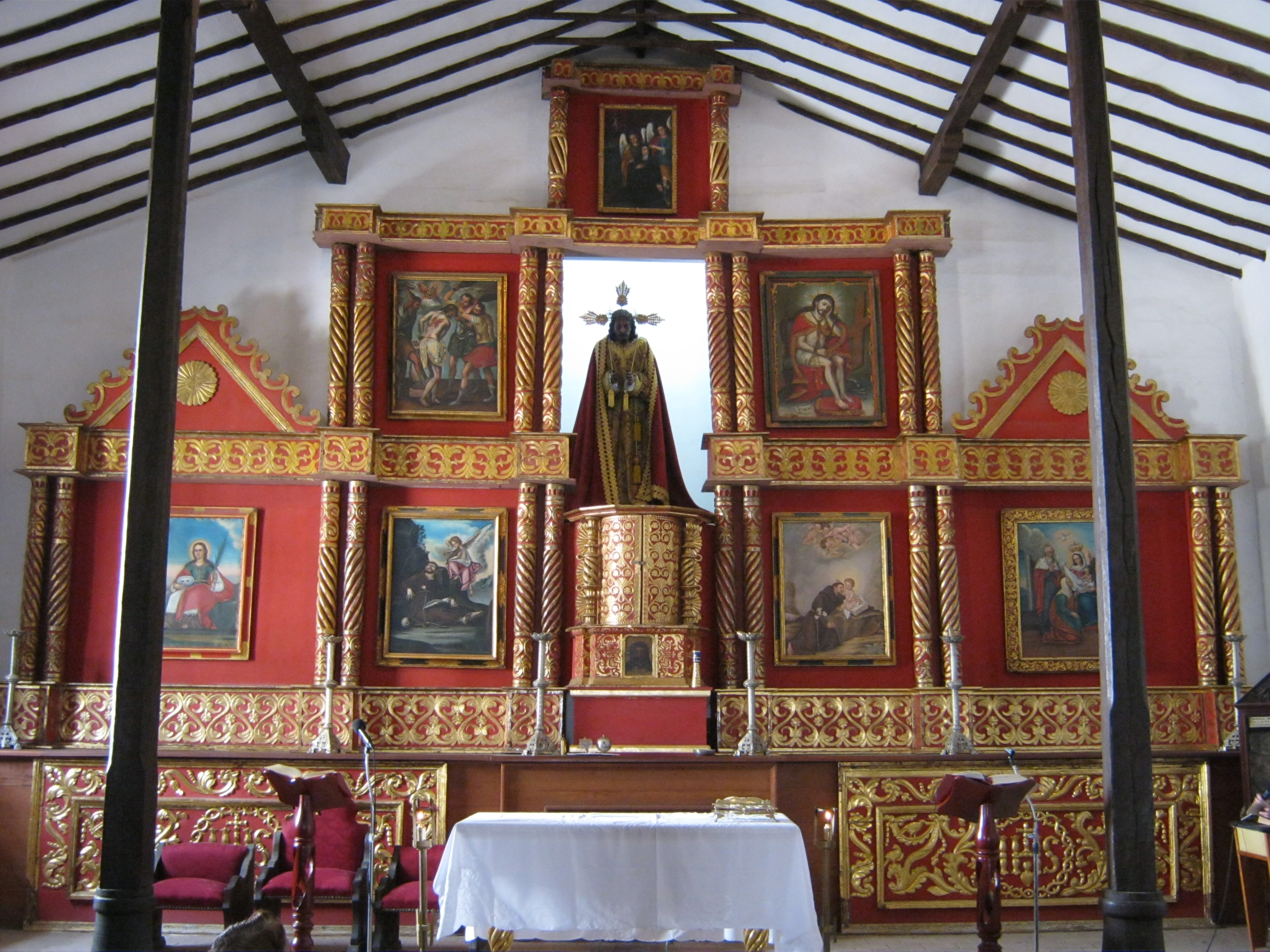
Retablo

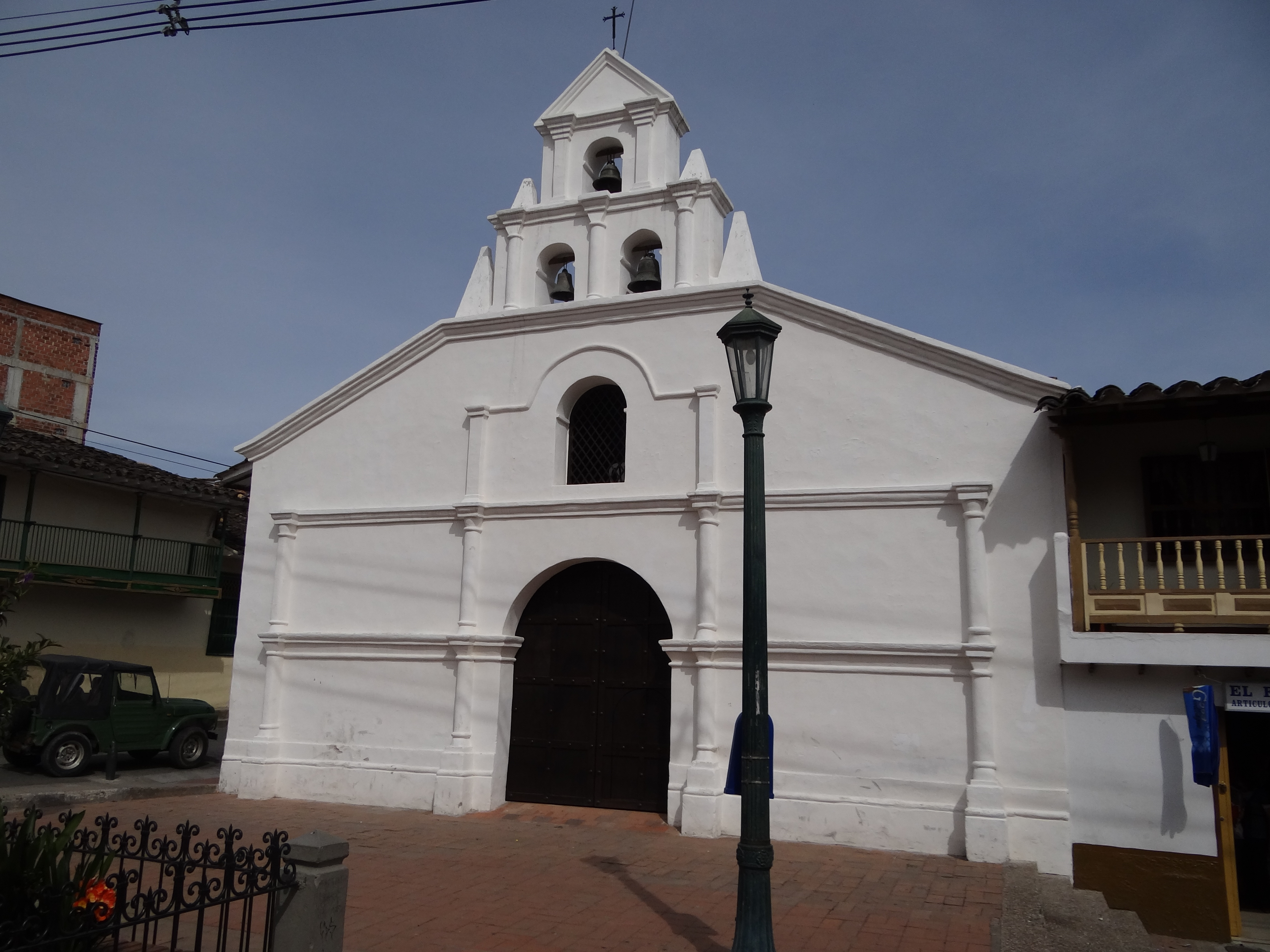
Fachada principal

El templo cuenta con 477 m² de área, la planta es de forma rectangular; el interior está dividido en tres naves separadas por pilares de madera casi rústica que sostienen soleras y tirantas. Las soleras están colocadas longitudinalmente y sirven de apoyos intermedios a la armadura a dos aguas del techo, formada esta de vigas, viguetas en par, redondas, que van a descansar sobre los muros laterales de tapia. Todo el techo a dos aguas cubre todo el recinto de la capilla, y esté a su vez está cubierto con teja de barro y carece de cimborrio, cúpula o lumbrera.
El testero cuenta con un antiguo retablo de estilo barroco y que parece haber pertenecido a otro templo; consta el retablo de cornisas, columnas, tímpanos, altares, tabernáculo, expositorio, nichos y camarín. Las cornisas están adornadas con arabescos; las columnas son adosadas, de fuste trenzado o de lazo con capiteles corintios y jónicos; los tímpanos adornados con rosetones y arabescos; los altares laterales tienen frontal de madera tallada, con decoración fitaria (adorno de forma vegetal) serpeante, con sendos monogramas y coronas de espinas; el tabernáculo y el expositorio son tallas bien realizadas. Los nichos están comprendidos entre las cornisas, las columnas y cenefas y están situados en ellos seis cuadros, dos de los cuales son de gran valor artístico, los otros cuatro, de recientemente  adquiridos, poseen marcos al estilo florentino con representaciones o imágenes de la Virgen María. El nicho principal corresponde a un vano en el centro del retablo y tiene su respectivo camarín y allí está ubicada la imagen que es la de Jesús Nazareno.
El ingreso la capilla se realiza por medio de dos accesos que dan con el exterior, el principal ubicada en la fachada frontal cuenta con dos puertas de madera las cuales giran sobre pivotes y posee la aguja tradicional, la entrada secundaria es una sencilla puerta también en madera localizada en la pared lateral izquierda; las iluminación natural se realiza por medio de tres ventanas también de madera con sus respectivas rejas de barrotes torneados.

## La capilla como museo religioso
Por Decreto n.º 086 de 28 de octubre de 1968, Mons. Alfonso Uribe Jaramillo Obispo de la Diócesis de Sonsón-Rionegro, declaró a la capilla como Museo Religioso y se nombró su respectiva Junta. Esta declaratoria en nada desacuerda con su principal propósito religioso, ya que los ritos sagrados están asociados con las diversas formas del arte.
El templo fue despojado en tres ocasiones de seis de sus más importantes óleos, quedan tan solo unos pocos de verdadero valor artístico como son: La Flagelación, objeto de antiguas peregrinaciones; El Señor del Pensamiento; San Francisco Javier con las viñetas de los Fundadores de El Santuario; La Presentación en el Templo; El Éxtasis de San Francisco de Asís; Nuestra Señora de los Dolores; Santa Lucía; San Roque; La Fuga y la Desesperación de Judas, de artista Quiteño; Santa Rita de Casia y diez cuadros pintados sobre vidrio que representan al Señor y los apóstoles, esta obra que ha sido tenida como una donación del Papa Pío Nono al señor Obispo Valerio Antonio Jiménez.
Entre los óleos más recientes se hallan los que son obra del artista marinillo Calixto Villegas, los cuales son: San Antonio de Padua, Los Discípulos de Emaús, Josué y Caleb. San Martín de Tour, San Estanislao de Kostka, San Luis Gonzaga, La Sagrada Familia, La Virgen de Chiquinquirá, Santa Germana y Los Siete Siervos, realización del autor sobre un sueño del padre Toro. Del artista Francisco Moreno está San Pascual Bailón y de su esposa María Buitrago de Moreno está el óleo de San Agustín y Santa Mónica. Existen otros cuadros como el de San Alfonso María de Ligorio, uno de San Luis Gonzaga del pintor J. M. Castaño, otro de Judas entregando las monedas, del maestro Ibáñez N. y dos del Bautismo de Jesús de autor desconocido.
La Capilla cuenta con una variada imaginería tallada en madera y policromada. Algunas obras son de autores europeos o quiteños y otras de artistas de la región. Entre las principales está la imagen de Jesús Nazareno, obra barcelonesa, al parecer fue traída a Marinilla durante el primer curato, lo cual se deduce por la denominación de la Capilla y por haber dejado el párroco Jiménez Fajardo en su testamento, el dinero para el sostenimiento de una lámpara a Jesús Nazareno; su imponente figura, la tranquilidad en medio de un profundo e intenso dolor como su perfección anatómica de un realismo, bastan para causar profundo respeto, devoción y piedad a quien lo contempla; esta imagen solo es retirada de su nicho principal para encabezar la procesión del Viacrucis el Viernes Santo o las rogativas públicas. 
La imagen de Nuestra Señora de los Dolores data desde hace más de ciento cincuenta años, es de origen quiteño, y que demuestra en sus perfectas facciones el piadoso y profundo dolor de la madre al pie de la Cruz; desde hace tiempos la imagen ha gozado de un fervor especial y en su honor se celebran anualmente dos fiestas en este templo.
También se encuentran las imágenes del Santo Cristo, obra quiteña de gran perfección anatómica y que fue adquirida durante el curato del Pbro. Jorge Ramón de Posada; San José, titular de la parroquia; San Joaquín y Santa Ana, antiquísimas imágenes, con cuatrocientos años de edad según expertos de la materia; El Nacimiento, con sus tres imágenes quiteñas donadas a la Parroquia por el Padre Teófilo Gómez; San Juan Nepomuceno, excelente talla; Cuatro Angelitos Quiteños, destinados a adornar las andas de la Dolorosa; finalmente, La Primera Dolorosita, desafortunadamente mutilada.
Corresponden a los artistas de la región, las doce figuras de los Apóstoles y el Señor del Triunfo tallados por don Cruz García, de la Vereda El Pozo, y más tarde reformadas por Matías Montoya de San Vicente; alguien le atribuye la escultura del Señor del Triunfo a este último artista. Los rostros de estas imágenes son perfectos, de variadas edades y expresiones que lucen en todo su esplendor en La Cena del Jueves Santo y en el Cenáculo de la Capilla construido con tal fin. La imagen del Señor Resucitado es la obra cumbre de Calixto Villegas, por su esbeltez y hermosura, obra realizada en sauce para evitar un peso excesivo y que tuvo un costo de setenta pesos, hace ya más de 90 años.